# Daisuke Sakai
Daisuke Sakai (坂井 大将 Sakai Daisuke?), född 18 januari 1997, är en japansk fotbollsspelare.
I maj 2017 blev han uttagen i Japans trupp till U20-världsmästerskapet 2017.